# Inna Derusowa
Inna Mykołajiwna Derusowa, ukr. Інна Миколаївна Дерусова (ur. 5 lipca 1970 w Krzywym Rogu, zm. 26 lutego 2022 w Ochtyrce) – ukraińska żołnierka, lekarka wojskowa, odznaczona tytułem Bohatera Ukrainy (pośmiertnie).

## Życiorys
Ukończyła Tarnopolski Narodowy Uniwersytet Pedagogiczny.
W 2015 r. wstąpiła do Sił Zbrojnych Ukrainy. Po przejściu przeszkolenia brała udział w wojnie w Donbasie jako lekarka wojskowa w 58 brygadzie im. Iwana Wyhowskiego w stopniu sierżanta. Została odznaczona medalem „Obrońcy Ojczyzny”.
W dniu inwazji Rosji na Ukrainę 24 lutego 2022 r. Derusowa znajdowała się w Ochtyrce, wracała do swojej jednostki z przepustki. Dołączyła do obrońców miasta i zginęła 26 lutego, niosąc pomoc rannym żołnierzom.
Pośmiertnie, 12 marca 2022 r. została odznaczona tytułem Bohatera Ukrainy i orderem Złotej Gwiazdy.
Została pochowana na cmentarzu Centralnym w Krzywym Rogu. Jej syn Ołeksandr również jest żołnierzem.

## Upamiętnienie
W październiku 2022 r. jej imię nadano ulicy w Krzywym Rogu.